# San Lucas (Nicarágua)
San Lucas é um município da Nicarágua, situado no departamento de Madriz. Tem 133 km² de área e sua população em 2020 foi estimada em 16.154 habitantes.